# ديفيد كيلي
ديفيد كيلي (بالإنجليزية: David Kelly)‏ هو موظف في وزارة الدفاع البريطانية وخبير في الأسلحة البيولوجية. كان أحد مفتشي الأمم المتحدة في العراق التي توجها إلى 37 مرة بين 1994 و1999. ولد في 17 ماي 1944 وانتحر في 17 جويلية 2003.
بدأ مسيرته المهنية في مجال العلوم الزراعية. ترقى عدة مرات أثناء عمله في مركز الأبحاث الكيماوية التابع لوزارة الدفاع إلى أن أصبح رئيس قسم علم الأحياء الدقيقة. بين 1984 إلى 1992 شغل منصب مسؤول عن قسم علم الأحياء المجهري في مركز الابحاث البريطاني عن الأسلحة الكيماوية في بورتون داون.عمل بعد ذلك ككبير مستشاري الحرب الجرثومية التابعين للأمم المتحدة في العراق بين 1994 و1997 وانتقل للعمل بوزارة الدفاع بعد أن كان مستشارا في وزارة الخارجية.

## انتحاره
في يوم الخميس الموافق ل 17 جويلية 2003 أخبر كيلي زوجته بأنه ذاهب في نزهة سيراً على الأقدام وذلك حسب ما أفادت شرطة تايمز فالي البريطانية. في صباح الجمعة الموافق ل 18 جويلية 2003 تم العثور على جثته قرب منزله في مقاطعة أكسفوردشاير عثرت على جثته من قبل كلب على أعلى هضبة وكان كيلي جالسا متكأ على شجرة وعرق يده اليسرى ممزقة.
كان ديفيد كيلي قد التقى انتوني جيلجن صحفي هيئة الإذاعة البريطانية وتحدث معه حول تزوير تقرير من قبل وزارة الدفاع بريطانية في سبتمبر 2002 حول أسلحة الدمار الشامل العراقية وعن قياماليستر كامبل دير المعلومات في مكتب رئيس الوزراء بالتدخل لإضافة معلومات لتبرير الحرب على العراق. علم كيلي فيما بعد أن كان مصدر جيلجن الرئيسي.
طالبت أجهزة الاستخبارات من الصحفي الإفشاء مصادره فقام كيلي بالتحدث إلى رؤسائه في وزارة الدفاع عن لقائه مع الصحفي بعد أن رفض الأخير إفشاء مصادره وبعد أن علم كيلي إنه المصدر الرئيسي للمعلومات. تم إحالة كيلي إلى لجنة تحقيق برلمانية عومل حيث عاملته بقسوة شديدة. تعرض كيلي إلى ضغوط هائلة وأخضع لاستجوابات مكثفة من قبل وزارة الدفاع، لمدة خمسة أيام، قبل مثوله أمام لجنة الشؤون الخارجية قبل ثلاثة أيام من وفاته. ثم تعرض للتحقيق أمام لجنة الاستخبارات والامن في مجلس العموم. وهناك من ينقل انه تلقى إهانات من بعض أفراد لجنة الشئون الخارجية حيث تم وصفه ب«عديم القيمة» و«المغفل» 
دعا زعيم حزب المحافظين المعارض ابان دنكان سميث بلير أن يعود بلير حالا من جولته الآسيوية التي بدأت بزيارة لطوكيو العاصمة اليابانية. وقال انه لو كان مكان توني بلير لعاد بسرعة إلى لندن لمتابعة الموقف بعد رحيل العالم البريطاني بسبب ازمة ملف الادلة ضد العراق وتقارير الأجهزة الأمنية.
حاول توني بلير امتصاص الغضب الداخلي باعلان عن لجنة قضائية مستقلة لبحث الملف ولمعرفة الأسباب التي أدت إلى انتحار كيلي واختار رئيس الوزراء استمرار في رحلته كما عبر عن حزنه للظروف المؤسفة التي غيب العالم البريطاني. وقد ارتفعت لهجة المعارضة ضد حكومة بلير حول العراق والأسباب التي دفعت للحرب والدخول إليها.
برأ تقرير بتن توني بلير من أي مسؤلية في مقتل كيلي وكان التقرير قد أعلن أن كيلي توفي بعد انتحاره.